# École nationale supérieure des travaux publics de N'Djaména
 (août 2023).
La mise en forme du texte ne suit pas les recommandations de Wikipédia : il faut le « wikifier ».
Les points d'amélioration suivants sont les cas les plus fréquents. Le détail des points à revoir est peut-être précisé sur la page de discussion.
- Les titres sont pré-formatés par le logiciel. Ils ne sont ni en capitales, ni en gras.
- Le texte ne doit pas être écrit en capitales (les noms de famille non plus), ni en gras, ni en italique, ni en « petit »…
- Le gras n'est utilisé que pour surligner le titre de l'article dans l'introduction, une seule fois.
- L'italique est rarement utilisé : mots en langue étrangère, titres d'œuvres, noms de bateaux, etc.
- Les citations ne sont pas en italique mais en corps de texte normal. Elles sont entourées par des guillemets français : « et ».
- Les listes à puces sont à éviter, des paragraphes rédigés étant largement préférés. Les tableaux sont à réserver à la présentation de données structurées (résultats, etc.).
- Les appels de note de bas de page (petits chiffres en exposant, introduits par l'outil «  Source ») sont à placer entre la fin de phrase et le point final[comme ça].
- Les liens internes (vers d'autres articles de Wikipédia) sont à choisir avec parcimonie. Créez des liens vers des articles approfondissant le sujet. Les termes génériques sans rapport avec le sujet sont à éviter, ainsi que les répétitions de liens vers un même terme.
- Les liens externes sont à placer uniquement dans une section « Liens externes », à la fin de l'article. Ces liens sont à choisir avec parcimonie suivant les règles définies. Si un lien sert de source à l'article, son insertion dans le texte est à faire par les notes de bas de page.
- La présentation des références doit suivre les conventions bibliographiques. Il est recommandé d'utiliser les modèles {{Ouvrage}}, {{Chapitre}}, {{Article}}, {{Lien web}} et/ou {{Bibliographie}}. Le mode d'édition visuel peut mettre en forme automatiquement les références.
- Insérer une infobox (cadre d'informations à droite) n'est pas obligatoire pour parachever la mise en page.

Pour une aide détaillée, merci de consulter Aide:Wikification.
Si vous pensez que ces points ont été résolus, vous pouvez retirer ce bandeau et améliorer la mise en forme d'un autre article.
 (août 2024).
Pour les articles homonymes, voir ENSTP.
L’École nationale des travaux publics (ENTP), créée par la loi N°02/65/PR du 15 janvier 1965, a pris la dénomination d'École nationale supérieure des travaux publics (ENSTP) par la loi No051/PR/2015 du 31 décembre 2015. Conformément au décret N°201/PR/PM/MID/2017, du 24 mars 2017, qui l’organise, l’ENSTP est un établissement public d’enseignement et de formation supérieurs à caractère scientifique, technique et professionnel, doté de la personnalité juridique et de l’autonomie administrative et financière. L’ENSTP est placée sous la double tutelle du ministère chargé de l’Enseignement Supérieur et du ministère chargé des Infrastructures. 
Le ministère chargé des Infrastructures assure la tutelle administrative et technique de l’ENSTP. A ce titre il assure la gestion administrative et financière et met à sa disposition toutes les ressources et structures techniques pour la formation professionnelle. Le ministère chargé de l’Enseignement Supérieur assure la tutelle académique de l’ENSTP, en tant qu’autorité chargée de la conception, de la coordination, de la mise en œuvre et du suivi de la politique du Gouvernement en matière d’enseignement supérieur et de recherche. d’entreprendre des recherches appliquées d’intérêt général, en vue de promouvoir les sciences techniques spécifiques et adaptées pour le développement socio-économique durable et harmonieux de la nation.

## Mission
L’ENSTP a pour missions : 
- Assurer la formation des cadres des secteurs public et privé dans les domaines de la topographie, du génie civil, de l’aménagement du territoire, du génie rural, des transports, des mines, de la géologie et de l’énergie;
- Entreprendre des recherches appliquées d’intérêt général, en vue de promouvoir les sciences techniques spécifiques et adaptées pour le développement socio-économique durable et harmonieux de la nation ;
- Effectuer des contrôles expérimentaux pour vérifier la conformité des réalisations aux projets ;
- Assurer la diffusion des résultats de la recherche et de l’information scientifique ;
- Promouvoir la liaison entre la formation et le milieu socioprofessionnel ;
- Promouvoir une culture de la citoyenneté et de services à la communauté.